# كاتيكولامين
الكاتيكولامينات هي هرمونات الهروب والقتال، يتم إفرازها بواسطة الغدد الكظرية، كرد فعل للتوتر والضغط ، وهم جزء من الجهاز العصبي الودي (السمبثاوي).
سبب تسميتهم بالكاتيكولامينات هو احتوائهم على مجموعة كاتيكول (1,2-ثنائي هيدروكسي بنزين)، وهم مشتقون من الحمض الاميني تيروسين.
أشهر الكاتيكولامينات في جسم الإنسان هي الأدرينالين ونورإبينفرين والدوبامين، وجميعم مشتقون من الأحماض الأمينية فينيل ألانين وتيروسين، والعديد من الادوية المنشطة هم نظائر للكاتيكولامينات.

كاتيكول
دوبامين
نورأدرينالين
أدرينالين

الكاتيكولامينات هي مركبات قابلة للذوبان في الماء وترتبط إلى بروتينات بلازما الدم بنسبة 50%
يتم تحضير التيروسين من الفينيل الانين عن طريق إضافة مجموعة هيدروكسل بواسطة انزيم فينيل الانين هيدروكسيليز، كما ان التيروسين يمكن الحصول عليه من تناول الاطعمة المختلفة. وبعد ذلك يتم نقله إلى الخلايا العصبية المفرزة للكاتيكولامينات. وتوجد العديد من التفاعلات الكيميائية التي تحول التيروسين إلى ل-دوبا إلى دوبامين إلى نورادرينالين ثم إلى ادرينالين 

## التركيب
الكاتيكولامينات تتكون من حلقة بنزين، مجموعتي هيدروكسل، سلسلة ايثيل وسطية، مجموعة امين طرفية. الفينيل ايثانول امينات كالادرينالين يمتلكون مجموعة هيدروكسيل على سلسلة الايثيل.

## الإنتاج والانحلال

عملية تصنيع الكاتيكولامينات

### المكان
الكاتيكولامينات يتم إنتاجها بصورة رئيسية من الخلايا اليفة الكروم التي تقع في نخاع الغدة الكظرية ومن الألياف تالية العقد للجهاز العصبي السمبثاوي.الدوبامين -وهو ناقل كيميائي في الجهاز العصبي المركزي- يتم إنتاجه بكميات كبيرة في اجسام الخلايا العصبية في منطقين من جذع المخ: المادة السوداء (substantia nigra) والمنطقية السقيفية الامامية (ventral tegmental area).بينما يفرز النورادرينالين من اجسام الخلايا العصبية المصطبغة بالميلانين التي تقع في الموضع الأزرق (locus ceruleus)

### التصنيع
الدوبامين هو أول كاتيكولامين يتم تصنيعه من الدوبا. ويتم تحضير الادرينالين والنورادرينالين بدرورهم من الدوبامين عن طريق مجموعة من التفاعلات الكيميائية. الانزيم دوبامين هيدروكسيليز يستخدم النحاس كعامل حفاز بينما الدوبا ديكربوكسيلز يحتاج إلى «بيريدوكسال فوسفات». يمكن التحكم في عملية إنتاج الكاتيكولامينات عن طريق خطوة تحويل التيروسين إلى ل-دوبا.
ملية تصنيع الكاتيكولامينات يمكن تثبيطها باستخدام الفا ميثيل بي تيروسين Alpha-methyl-p-tyrosine (AMPT) الذي يقوم بتثبيط انزيم «تيروسين هيدروكسيلز»

### الانحلال
فترة عمر النصف للكاتيكولامينات في الدم هي بضع دقائق. يمكن تكسيرهم بإضافة مجموعة ميثيل بواسطة انزيم COMT أو بإزالة مجموعة الامين بانزيم MAO
الامفيتامين والادوية مهبطة MAO ترتبط ب MAO وتمنعه من تكسير الكاتيكولامينات، وهذا يفسر كيف يمكث تأثير الامفيتامين لفترة أطول من الكوكايين وغيرها من المواد. يقوم الامفيتامين بنقل الكاتيكولامينات إلى الدم كما أنه يمنع إعادة امتصاصها.